# Johan Torén
Johan Magnus Torén, född 10 april 1950 på Lidingö, Stockholms län, är en svensk tidigare stuntman och TV-man. Han är sonson till Helge Torén och brorson till skådespelerskan Marta Toren.
Han var 1974 medgrundare av Svenska Stuntgruppen. Som stuntman och stuntkoordinator medverkade han i filmer som Stålmannen, Stålmannen II, Göta kanal, Kurt Olsson – filmen om mitt liv som mej själv, Leif, Strul, Black Jack, Utpressarna, Supergirl, Mannen på taket, Släpp fångarne loss – det är vår! och många fler. Han medverkade också i SVT:s tävlingsprogram Skattjakten 1983.    
Efter stuntkarriären arbetade han som motorreporter med det egna programmet Race och som speaker vid motorsportevenemang. Han har varit medlem i det svenska landslaget vid VM i fallskärmshoppning.
Han gjorde även rösten till Johan Motorén i den svenska versionen av Disney-filmen Bilar 2006.